# باول كوتورير
باول كوتورير (بالفرنسية: Paul Couturier)‏ هو عالم عقيدة فرنسي، ولد في 29 يوليو 1881 في ليون في فرنسا، وتوفي بنفس المكان في 24 مارس 1953.